# Leontina Prajs
Meri Violet Leontina Prajs (rođena 10. februar 1927) američka je sopraniskinja. Rođena i odrasla u Lorelu u Misisipiju, ona je stekla međunarodno priznanje tokom 1950-ih i 1960-ih, i bila je prva Afroamerikanka koja je postala vodeći izvođač u Metropolitenskoj operi, i jedna od najpopularnijih američkih klasičnih pevačica svoje generacije.
Razmatrajući njenu oproštajnu opernu operu u Metu 1985. godine, kao Aida, jedan kritičar opisao je njen glas kao „vibrantan”, „uzvišen” i „vredniji od bisera”. Časopis Tajm pisao je o njenom glasu: „bogat, gibak i sjajan, on je na svom vrhuncu sposan da se bez napora uspne od dimnog meca do čistog sopranskog zlata od perfektno obuhvaćenog visokog C-a.”
Ona je kao liriko spinto (italijanski za „potisnuta lirika”) sopran smatrana posebno pogodnom za uloge u operama Đuzepe Verdija, Đakoma Pučinija, i Volfganga Amadeusa Mocarta. Nakon povlačenja iz opere, nastavila je da se pojavljuje na recitalima i orkestralnim koncertima do 1997.
Među njenim mnogim nagradama i priznanjima su Predsednička medalja za slobodu (1964), medalja Spingarn (1965), nagrada Kenedijevog centra (1980), Nacionalna medalja za umetnost (1985), brojne počasne diplome i 19 Gremi nagrada za operske i pesmanske recitale, i pune opere, kao i nagrada za životno delo. Oktobra 2008. godine bila je jedna od prvih dobitnica operskih počasti od strane Nacionalne zadužbine za umetnost. Godine 2019. Leontina Prajs je dobila počasno zvanje doktorata iz Bostonske konzervatorija kod Berklija.

## Život i karijera
Leontina Prajs je rođena u Lorelu u Misisipiju. Njen otac Džejms radio je u pilani, a njena majka Kati bila je babica, koja je pevala u crkvenom horu. Oni su dobili dete nakon 13 godina braka, te je Leontina postala fokus intenzivnog ponosa i ljubavi. Ona je dobila igračku klavir u svojoj trećoj godini života, i uskoro je počela sa časovima klavira sa lokalnim učiteljicom, gospođom H.V. Makinis. Kada je bila u vrtiću, njeni roditelji su založili porodični fonograf kao predujam za uspravni klavir. Sa 14 godina bila je na školskom putovanju kako bi čula Marijan Anderson kako peva u Džeksonu, iskustvo za koje je kasnije rekla da je bilo inspiraciono. U svojoj autobiografiji iz 2011. godine, Moj život, kako ga ja vidim, Dajon Vorvik napominje da je Prajs njena rođaka po majci.
U svojim tinejdžerskim godinama, Leontina je pratila „drugi hor” u metodističkoj crkvi Sent Pola, pevala i svirala klavir za hor u crnačkoj zanatskoj srednjoj školi Ouk Park u Lorelu, ansamblu koji je osvajao nagrade pod vodstvom njene učiteljice klavira, gospođe Makinis. Ona je zarađivala dodatni novac pevajući za sahrane i građanske funkcije.
U međuvremenu, u osmoj godini, počela je da posećuje dom Aleksandra i Elizabete Čišolm, bogate bele porodice za koju je Leontinina tetka radila kao pralja. Leontina je postala omiljena prijateljica njihovih starijih ćerki, a gospođa Čišolm je ohrabrivala Leontinino sviranje klavira i pevanje, a ponekad su je angažirali da zabavlja goste. Nakon izbijanja Drugog svetskog rata, Leontina je honorarno radila u domaćinstvu Čišolmsovih kao sluškinja i dadilja njihove najmlađe ćerke. Kada nije radila, bilo joj je dozvoljeno da svira klavir, da sluša muziku na radiju i gramofonu. Njen prvi javni koncert bio je kratak program u Kolambusu u Misisipiju, na aerodromu 1943, kad je imala 16 godina. Tom prilikom je pevala i svirala klavir.
S namerom da se posveti učiteljskoj karijeri, Prajs se upisala u program muzičkog obrazovanja na crnačkom Vilberfors koledžu u Vilberforsu u Ohaju. U svojoj prvoj godini studija, Prajs se pridružila grupi Delta Sigma Teta, sestrinstvu koje joj je kasnije pomoglo da priredi i održi nekoliko prvih recitala u velikim gradovima. Njen uspeh u Gli klubu doveo je do solo nastupa u kapeli, učešća u master nastavi i trećeg mesta na vokalnom takmičenju šest država. U njenoj juniorskoj godini, Škola muzike i obrazovanja se odvojila od Vilberforsa i bila je reorganizovana je kao Centralni državni univerzitet, na kome je diplomirala 1948. godine. Predsednik Centralnog državnog univerziteta Čarls Vesli omogućio je Leontini da peva na fakultetskim i političkim okupljanjima, i podstakao ju je da razmotri više studije glasa. Godine 1948, slavni bas pevač Pol Robeson održao je dobrotvorni koncert u Dejtonu, Ohajo, pri čemu je prihod bio namenjen troškovima njene obuke na konzervatorijumu. (Ona je pevala u tom programu.)
Čišolmsovi su sada postali njen profesionalni šampion. Tokom leta 1948 i 1949, Leontina je održala nekoliko recitala u Lorelu, Grinvilu i Meridijanu. Gospođa Čišolm se takođe složila da snosi deo Leontininih troškova kada je u jesen 1948, Prajs upisala Džuilijard školu u Njujork Sitiju. Ona je auditovala i osvojila stipendiju, i primljena je u studio Florens Pejg Kimbol, koja je ostala njen glavni učitelj glasa.
U jesen 1950. Leontina je ušla u Džuilijardsku opersku radionicu i pevala je male uloge u radioničkim predstavama Čarobne flaute i Đani Skiki. Tog leta, ona se upisala u operski program u muzičkom centru Berkšir u Tanglvudu, i pevala svoju prvu glavnu ulogu, Ariadne u Štrausovoj Ariadni u Naksosu (druga glumačka postavka). Početkom 1952. godine pevala je ljubavnicu Ford u Džuilijardovoj produkciji Verdijevog Falstafa. Njen uspeh doveo je do njenih prvih profesionalnih angažmana. Virdžil Tomson, koji je prisustvovao izvođenju Falstafa, angažovao ju je u oživljavanju njegove crnačke opere „Četiri svetaca u tri čina”. Nakon dve nedelje na Brodveju, produkcija je otišla u Pariz. U međuvremenu, Leontina je bila na audiciji i izabrana za jednu od nekoliko uloga Bese u novoj produkciji Džordža Geršvina „Porgi i Bes” u režiji Roberta Brina.
Na kraju pariske turneje Svetaca, Leontina je odletela za Dalas i, nakon noćnog odmora, otpevala prvu predstavu novog Porgija na Državnom sajmu u Teksasu, 9. juna 1952, za šta je dobila izuzetno dobre kritike. Produkcija je bila na turneji u Čikagu, Pitsburgu i Vašingtonu, pre odlaska u Evropu (Beč, Berlin, London i Pariz), pod pokroviteljstvom američkog Stejt departmenta.

## Literatura
- Sir Rudolf Bing (1972). 5,000 Nights at the Opera: The Memoirs of Sir Rudolf Bing. Doubleday..
- Peter G. Davis, The American Opera Singer: The Lives and Adventures of America's Great Singers in Opera and Concert from 1825 to the Present (Anchor, 1999).
- Plácido Domingo, My First Forty Years (Alfred A. Knopf, 1983).
- Peter G. Davis (1997). The American Opera Singer. Doubleday..
- Barbara B. Heyman (1992). Samuel Barber, The Composer and His Music. Oxford University Press..
- Helena Matheopolous (1992). Diva: Sopranos and Mezzo-sopranos Discuss Their Art. Northeastern University Press..
- LaBlanc, Michael L. LaBlanc (1992). Contemporary Black biography. profiles from the international Black community. Detroit, Mich.: Gale Research Inc. ISBN 9781414435299.
- Luciano Pavarotti with William Wright (1981). Pavarotti, My Own Story. ISBN 978-0-385-15340-9. (Doubleday).
- Lyon, Hugh Lee (2006). Leontyne Price: Highlights of a Prima Donna. New York: Authors Choice Press.
- Stephen Rubin (1974). The New Met. MacMillan..
- Winthrop Sargeant (1973). Divas. Coward, McCann, Geohegan..
- J. B. Steane (1993). The Grand Tradition: Seventy Years of Singing on Record. Timber Press..
- Rosalyn M. Story, "And So I Sing:"African American Divas of Opera and Concert" (Amistad, 1990).
- Robert Vaughan (1986). Herbert von Karajan. W.W. Norton & Company..
- Galina Vishneyskaya (1985). Galina, A Russian Story. Harvest/HBJ Book..
- Ward Plowden, Martha (2002). Famous Firsts of Black Women (2nd изд.). Gretna, La.: Pelican Pub. Co. ISBN 9781565541979.
- William Warfield, with Alton Miller, (1991). William Warfield: My Music and My Life. Sagamore Publishing..
- Blier, Stephen (oktobar 1996). „Time After Time”. Opera News. 61 (4). Архивирано из оригинала 01. 10. 2019. г. Приступљено 09. 01. 2020.
- Jackson, Robert (jul 1985). „Collard Greens and Caviar”. Opera News. 48 (1). Архивирано из оригинала 01. 10. 2019. г. Приступљено 09. 01. 2020.
- Myers, Eric (mart 2006). „Reunion: Justino Diaz”. Opera News. 70 (9). Архивирано из оригинала 01. 10. 2019. г. Приступљено 09. 01. 2020.
- Perkins, David (5. 10. 1986). „The Garbo of Opera”. News and Observer. Raleigh, North Carolina.
- „Leontyne Price, Ill, To Rest for Month”. The New York Times. 23. 12. 1961.
- „The Nation: Where Atlanta's 'Big Mules' Relax”. Time. 10. 1. 1977. „on 1964 Don Giovanni controversy”

## Spoljašnje veze
- Leontina Prajs na sajtu  (jezik: engleski)
- Leontina Prajs на веб-сајту Internet Broadway Database (језик: енглески)
- „Time Magazine, Milestones, May 21, 1973”. Time. 21. 5. 1973. Архивирано из оригинала 17. 08. 2013. г. Приступљено 5. 12. 2013.
- Rockwell, John (19. 2. 1979). „Opera: Met's 'Ariadne' Finally Comes to Stage”. The New York Times. Приступљено 5. 12. 2013.